# 1971 Хаґіхара
1971 Хаґіхара (1971 Hagihara) — астероїд головного поясу, відкритий 14 вересня 1955 року.
Тіссеранів параметр щодо Юпітера — 3,233.